# Khủng hoảng biên giới Belarus–Liên minh châu Âu 2021

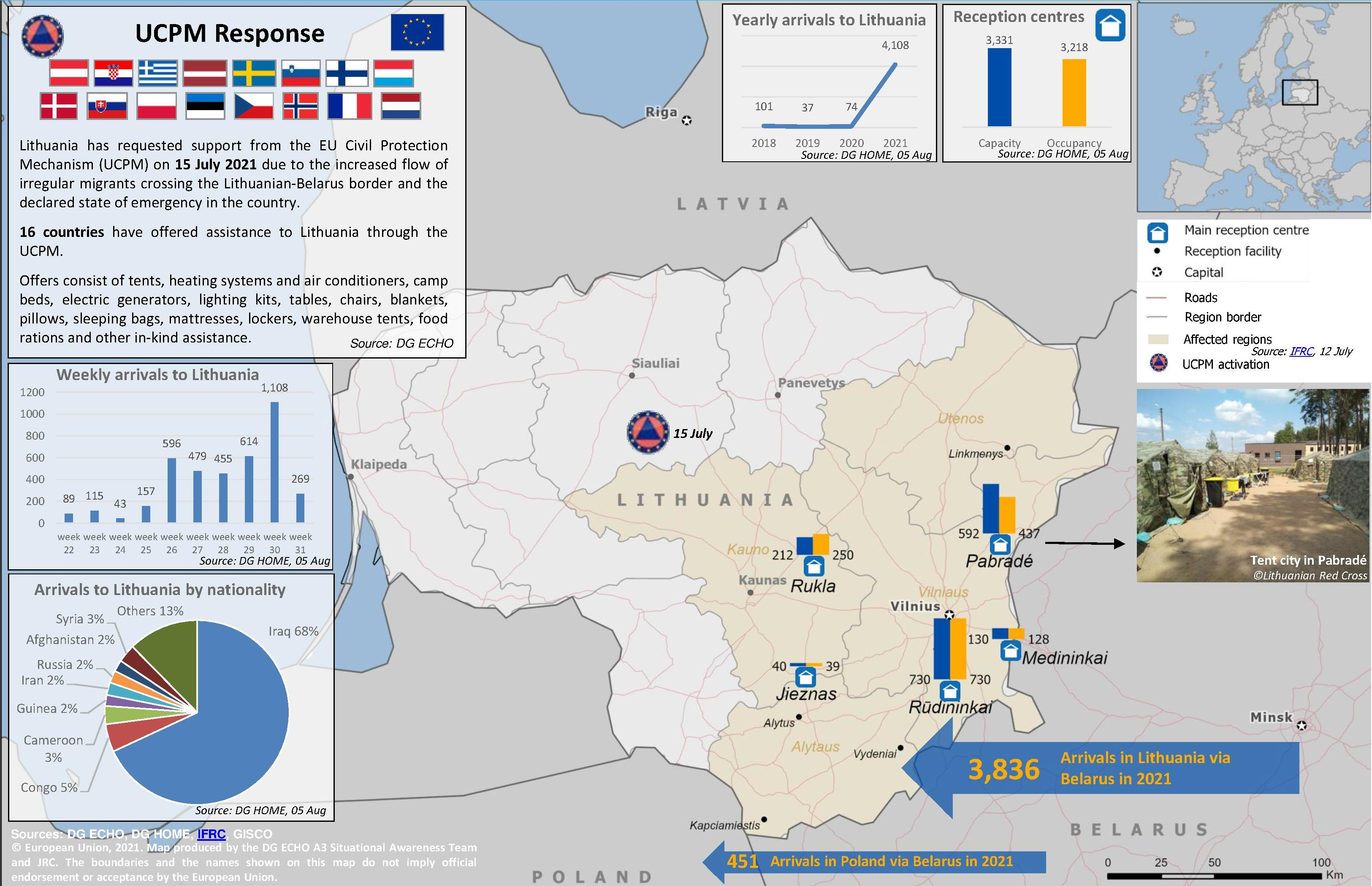
Dòng người di cư vào Litva bị kích động bởi cuộc khủng hoảng biên giới

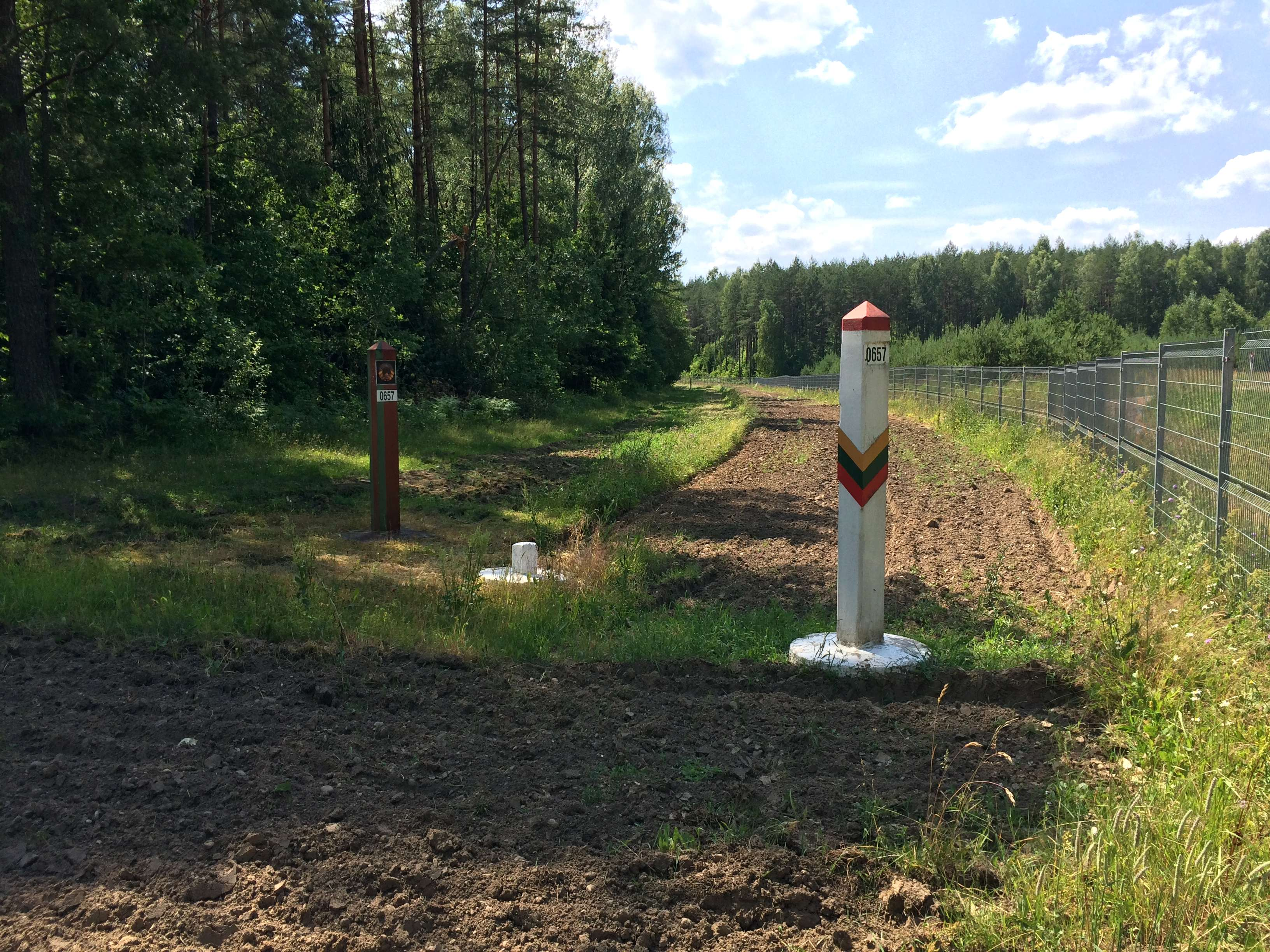
Cột mốc biên giới có hàng rào ở phía Litva

Khủng hoảng biên giới Belarus–Liên minh châu Âu 2021 là một cuộc khủng hoảng người di cư trong đó hàng chục nghìn người di cư, chủ yếu từ Iraq và châu Phi, đi đến Litva, Latvia và Ba Lan thông qua biên giới của các quốc gia đó với Belarus. Cuộc khủng hoảng diễn ra sau khi mối quan hệ Belarus-Liên minh châu Âu trở nên xấu đi, và sau cuộc bầu cử tổng thống Belarus năm 2020, các cuộc biểu tình ở Belarus năm 2020–2021, sự cố chuyến bay 4978 của Ryanair bị buộc chuyển hướng và hạ cánh xuống thủ đô Minsk của Belarus, và ra lệnh hồi hương đối với vận động viên Krystsina Tsimanouskaya.